# Socialdemokratisk Parti Flensborg
Det Socialdemokratiske Parti Flensborg (SPF) var et dansksindet socialdemokratisk parti i Flensborg i årene 1946 til 1954.
I juli 1946 ekskluderede SPD's formand Kurt Schumacher SPD's byforening i Flensborg, fordi byforeningen ikke ville følge den nationalpolitiske linje Schuhmachers og i stedet støttede kravet om en ny folkeafstemning i Sydslesvig. Som reaktion stiftede en række flensborgske socialdemokrater samme år et selvstændig dansk-orienteret socialdemokratisk parti, som fik navnet Socialdemokratisk Parti Flensborg (Sozialdemokratische Partei Flensburg). Blandt dem var Hermann Olson og Wilhelm Ludwig Christiansen. Partiet samarbejdede i de følgende år tæt med Sydslesvigsk Forening og Sydslesvigsk Vælgerforening. Ved kommunalvalget i oktober 1949 fik en fællesliste af SPF og SSF 33 pladser i det flensborgske byråd, mens de få resterende tyske socialdemokrater fik kun 2 pladser. Senere blev Friedrich Drews fra SPF overborgermester.
Bestræbelser på at udvide partiets område til at omfatte hele Sydslesvig strandende dog på grund af modstand fra de britiske besættelsesmyndigheder. Briterne ville ikke tillade et større dansk socialdemokratisk parti i Sydslesvig (SPS). Protester mod briternes holdning hos allieredes kontrollråd forblev uden konsekvenser. Partiets virkeområde var dermed begrænset til selve byen Flensborg. Partiet blev dengang også omtalt som verdens mindste socialdemokratiske parti. SPF fik heller ikke lov til at udgive en partiavis. Med dannelsen af forbundsrepublikken i 1949 viste det sig, at Sydslesvigs genforening med Danmark ikke længere kunne være en realistiske politiske mulighed. Som følge fusionerede SPF i 1954 igen med det tyske socialdemokrati. Mange politikere fra SPF skiftede dog til den danske SSW og dannede Sønderjysk Arbejderforening (SAF).